# Stockton Township (Illinois)
Die Stockton Township ist eine von 23 Townships im Jo Daviess County im Nordwesten des US-amerikanischen Bundesstaates Illinois.

## Geografie
Die Stockton Township liegt im Nordwesten von Illinois und wird im Westen vom Apple River durchflossen. Die Grenze zu Iowa, die vom Mississippi gebildet wird, befindet sich rund 40 km westlich. Die Grenze zu Wisconsin liegt rund 20 nördlich.
Die Stockton Township liegt auf 42°19′45″ nördlicher Breite und 90°02′23″ westlicher Länge und erstreckt sich über 95,99 km². 
Die Stockton Township grenzt innerhalb des Jo Daviess County im Norden an die Rush Township, im Nordosten an die Nora Township, im Osten an die Wards Grove Township, im Südosten an die Berreman Township, im Süden an die Pleasant Valley Township, im Südwesten an die Derinda Township, im Westen an die Woodbine Township und im Nordwesten an die Thompson Township.

## Verkehr
Durch die Stockton Township verläuft in West-Ost-Richtung der U.S. Highway 20. Innerhalb der Township trifft dieser auf die Illinois State Route 78 und eine Reihe untergeordneter Straßen.
Die nächstgelegene Flugplätze sind der rund 80 km westlich in Iowa gelegene Dubuque Regional Airport, der rund 70 km nordwestlich in Wisconsin gelegene Platteville Municipal Airport und der rund 50 km östlich in Illinois gelegene Albertus Airport bei Freeport.

## Bevölkerung

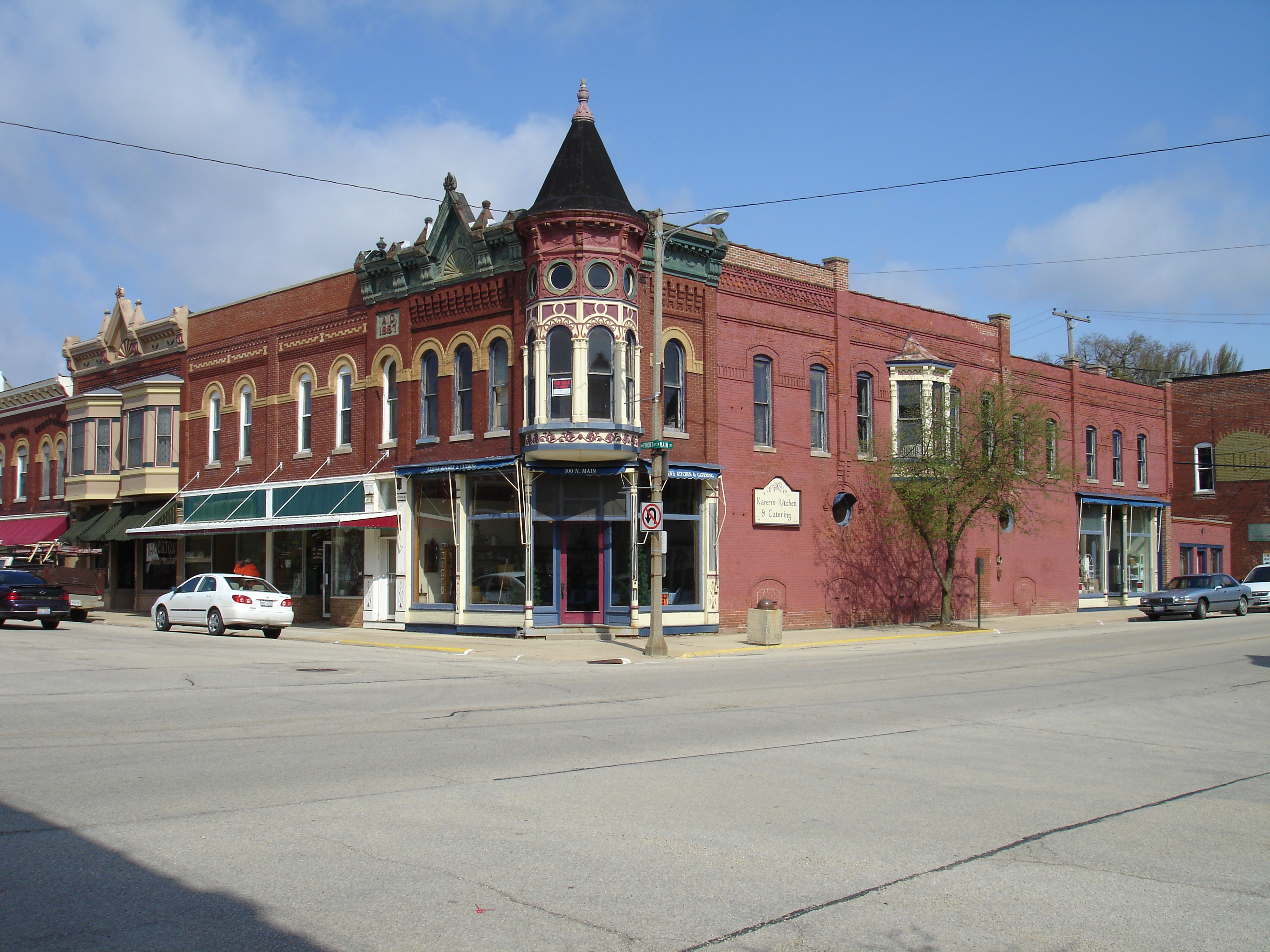
Das W.E. White Building in Stockton, seit 1997 im NRHP gelistet

Bei der Volkszählung im Jahr 2010 hatte die Township 2453 Einwohner. Neben Streubesiedlung lebt der weitaus größte Teil der Bevölkerung in Stockton, der (mit dem Status "Village") einzigen selbstständigen Gemeinde innerhalb der Township.